# Criza jurământului

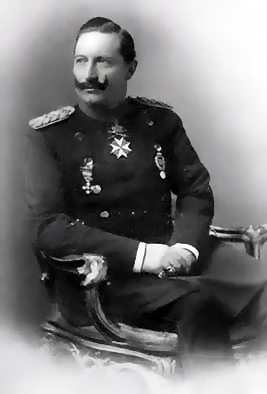
Wilhelm II

Criza jurământului (în poloneză Kryzys przysięgowy) se numește refuzul de a depune jurământul de fidelitate față de împăratul Germaniei de către soldații Legiunilor Poloneze (mai ales din Brigăzile I și III) pe 9 și 11 iulie 1917.
După promulgarea legii din 5 noiembrie, în primăvara anului 1917 guvernatorul general german Hans von Beseler a început să organizeze „Polnische Wehrmacht” (Forțele Armate Poloneze) și a hotărât să înglobeze în ele Legiunile Poloneze. Acest eveniment a creat necesitatea de a depune jurământ de fidelitate față de împăratul Germaniei Wilhelm al II-lea Hohenzollern. Józef Piłsudski, politicianul care a avut influența cea mai mare asupra Legiunilor, le-a recomandat legionarilor să nu depună jurământul. Pe 9 iulie 1917, cei mai mulți soldați din Brigăzile I și III  au refuzat, în mod demonstrativ, să depună jurământul. Doar cea mai mare parte a soldaților din Brigada II (al cărei comandant era gen. Józef Haller) a depus jurământul. Soldații aceștia au fost încadrați în „Polnische Wehrmacht”, numit temporar "Corpul Polonez Auxiliar" care a fost sub comanda germană și completat prin recrutare.
Legionarii care au refuzat să depună jurământul au fost internați în lagăre: soldații în Szczypiorno, iar ofițerii în Beniaminowo. În noaptea de pe 21 pe 22 iulie 1917, Józef Piłsudski și Kazimierz Sosnkowski au fost arestați. După un timp, Piłsudski a fost transportat în Magdeburg, unde stătea complet izolat în cetate. Abia în 1918 a fost trimis acolo Sosnkowski.